# Moutarde des champs
Sinapis arvensis
Pour les articles homonymes, voir Moutarde.
Espèce
Classification phylogénétique
La moutarde des champs, également appelée la sanve, le sénevé (ou sènevé) (Mutarda arvensis, ex Sinapis arvensis), est une espèce de plante annuelle herbacée de la famille des brassicacées (aussi nommées crucifères), souvent considérée comme une adventice.

## Taxonomie
L'espèce a été décrite en 1753 par Linné sous le nom Sinapis arvensis. Elle a par la suite été plusieurs fois déplacée dans des genres différents. Ainsi dès 1769 Crantz en fait une consœur des radis en la plaçant dans le genre Raphanus. En 1822 Besser la place dans le genre Ramphospermum, en 1838 le français Édouard Spach en fait un membre des Sinapistrum, l'année suivante Rabenhorst la place aux côtés des choux dans le genre Brassica. En 1868 Jules Pierre Fourreau la place dans les Agrosinapis, puis en 1902 E.H.L. Krause la met dans un genre Crucifera.
Malgré toutes ces péripéties, le traitement de cette espèce par les botanistes francophones a néanmoins largement retenu le premier nom proposé par Linné, à savoir ː Sinapis arvensis, souvent en indiquant Brassica arvensis comme synonyme. Il en va ainsi de Bonnier, Coste, Fournier et plus récemment en Suisse ː Lauber et Wagner (2000), en Belgique ː Lambinon et al. (2004) et en France ː Tison et de Foucault (2014).
Le genre Mutarda est établi par Johann Jakob Bernhardi en 1800, mais pour la seule espèce Mutarda nigra (= Sinapis nigra L.), Bernhardi accepte et conserve le nom proposé par Linné pour Sinapis arvensis.
En 2021 Ihsan Ali Al-Shehbaz a proposé de récupérer et d'étendre le genre Rhamphospermum (établis par Besser en 1822, dans lequel il plaçait R. arvense) pour y transférer, entre autres Sinapis nigra (Brassica nigra). Mais comme le genre Ramphospermum a été publié 22 ans après Mutarda, D.A. German considère qu'il convient de retenir ce dernier genre et donc de récupérer le nom Mutarda nigra (L). Bernh. et de recombiner les autres Rhamphospermum (dont R. arvense) sous le genre Mutarda, créant le binôme Mutarda arvensis.

### Synonymes
Selon Plants of the World Online (POWO) du jardin botanique de Kew ː
- Agrosinapis arvensis (L.) Fourr. in Ann. Soc. Linn. Lyon, n.s., 16: 329 (1868)
- Brassica arvensis (L.) Rabenh. in Fl. Lusat. 1: 184 (1839), nom. illeg.
- Crucifera sinapistra E.H.L.Krause in J.W.Sturm, Deutschl. Fl. Abbild., ed. 2. 6: 134 (1902)
- Raphanus arvensis (L.) Crantz in Cl. Crucif. Emend.: 109 (1769)
- Rhamphospermum arvense (L.) Besser in Enum. Pl. Volh.: 83, 104 (1822)
- Sinapis arvensis L. in Sp. Pl.: 668 (1753)
- Sinapistrum arvense (L.) Spach in Hist. Nat. Vég. 6: 345 (1838)

## Description
Mutarda arvensis est une plante velue-hérissée de 30 à 80 cm de hauteur.
Les feuilles inférieures sont lyrées  (au lobe terminal bien plus grand que les autres), les supérieures sont ovales ou oblongues, à marge sinuée-dentée et sans pétiole (sessiles).
Les racèmes sont dressés et portent de 20 à 40 fleurs jaune soufre. Chaque fleur comporte 4 sépales étalés de 4-6 mm et 4 pétales de 7-12 mm de long. La floraison a lieu de mai à septembre. Les fleurs sont pollinisées par diverses abeilles et mouches.
Le fruit est une silique, de 25-45 mm de long, bosselée, glabre, portant un bec conique, en alêne, un peu plus court que les valves.

## Écologie
Cette espèce est très commune dans toute la France et dans presque toute l'Europe, en Asie occidentale et centrale (de l'Afghanistan à la Mongolie) et en Afrique septentrionale. Son centre d'origine est la région méditerranéenne. Elle s'est naturalisée dans de nombreuses régions du monde, notamment au Canada.
Elle se rencontre en plaine et en montagne, dans les champs et aux bords des chemins, dans les terrains vagues mais principalement dans les lieux cultivés calcaires.

## Utilisations et toxicité
Les jeunes plantes (feuilles, tiges et fleurs) peuvent être consommées. Elles ont des propriétés toniques, apéritives, digestives et dépuratives. Les graines une fois moulues peuvent donner une sorte de moutarde.
La moutarde des champs a été signalée comme responsable d'empoisonnements du bétail au Canada, dus à la consommation de foin en contenant une grande quantité.

## Galerie

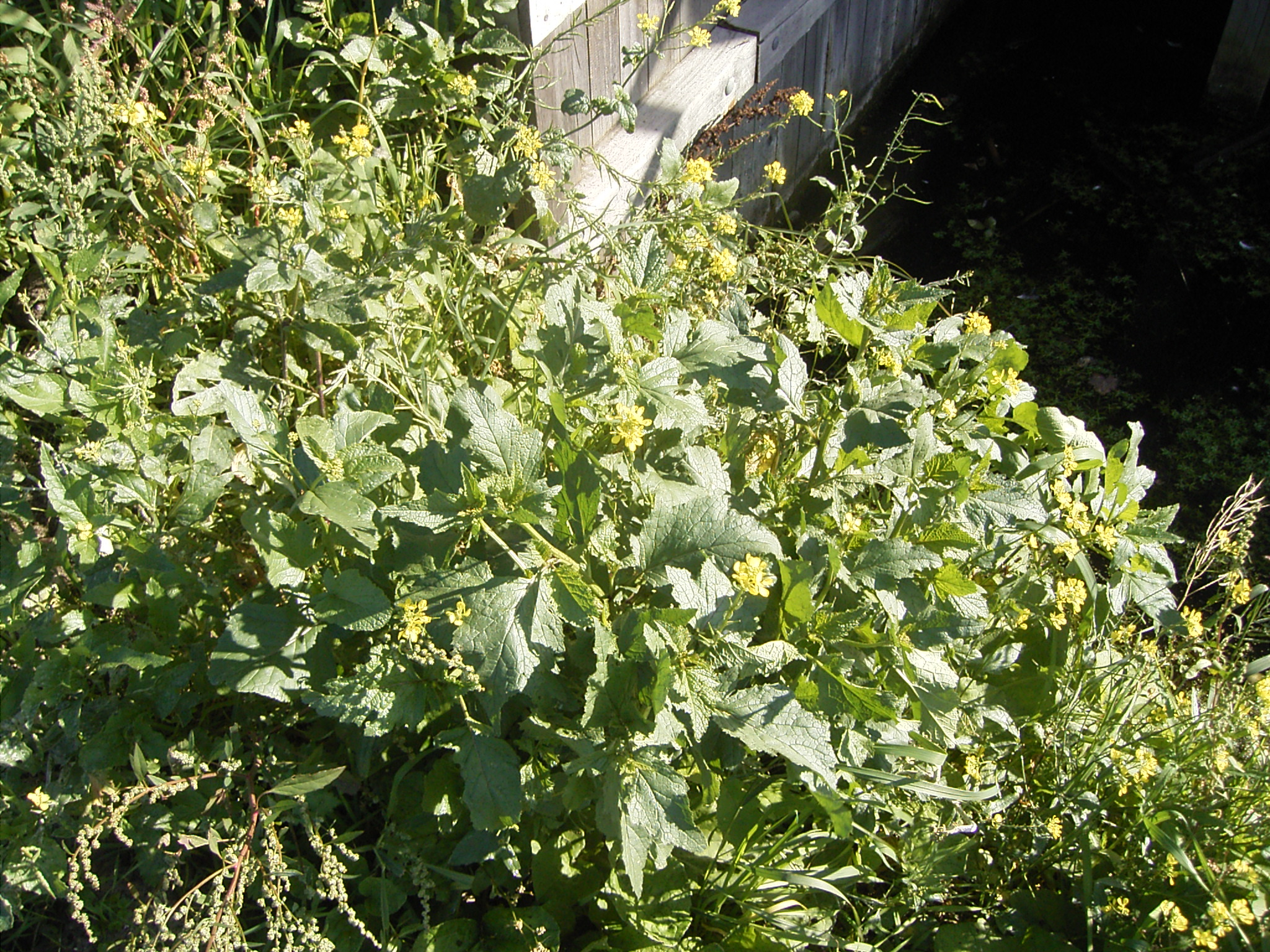
Pied.
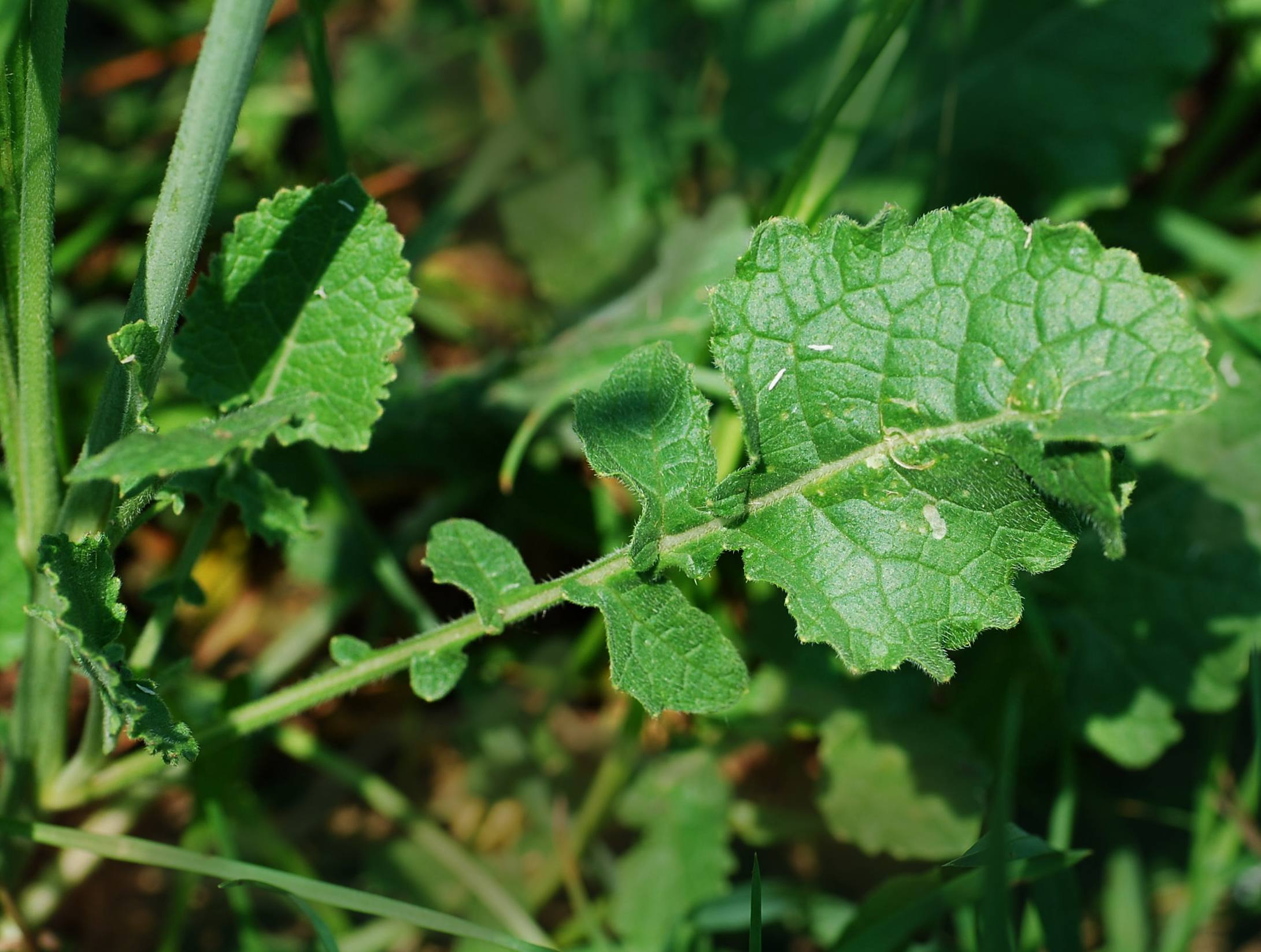
Feuille inférieure lyrée typique de la moutarde des champs.
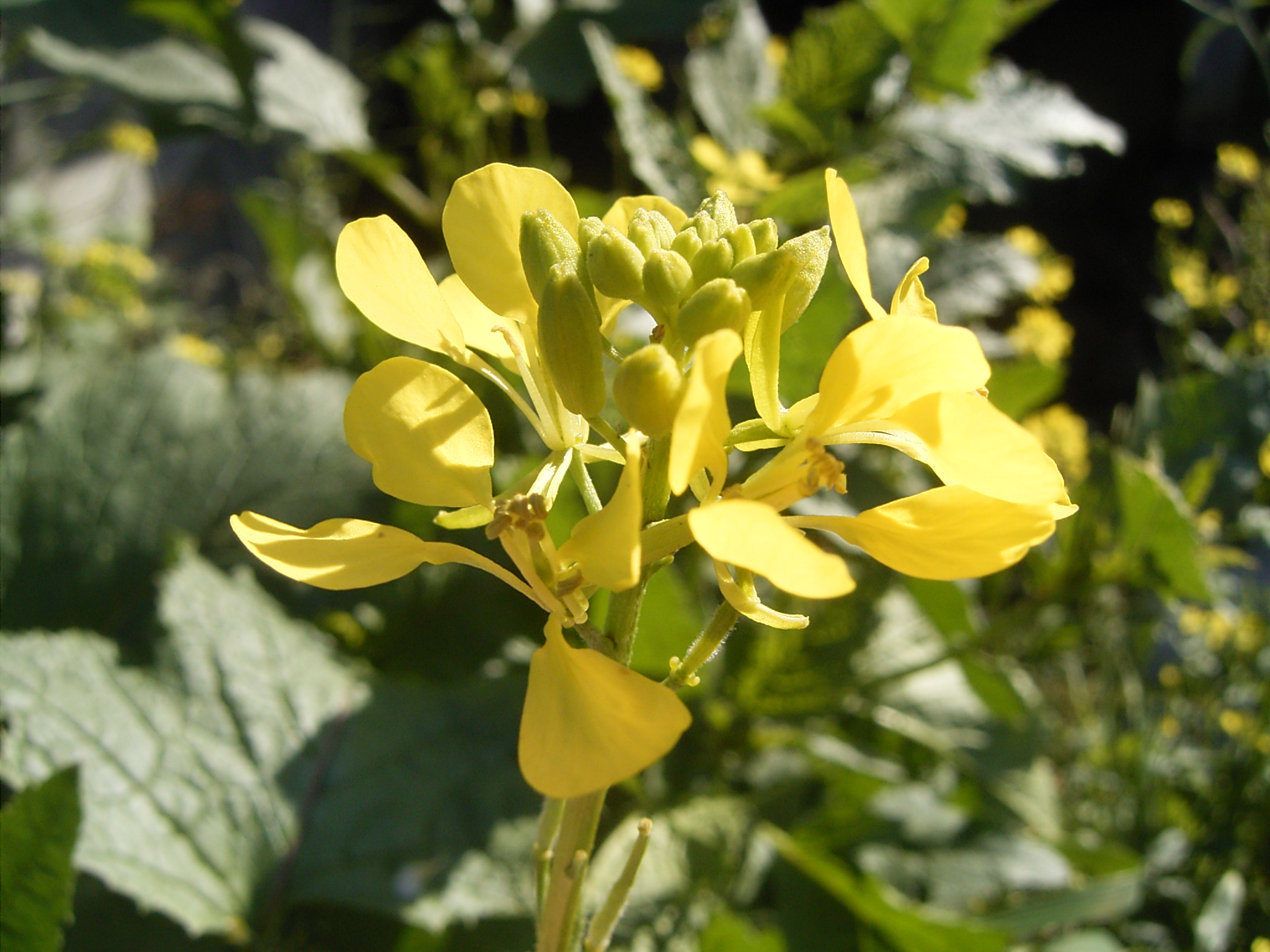
Fleurs.
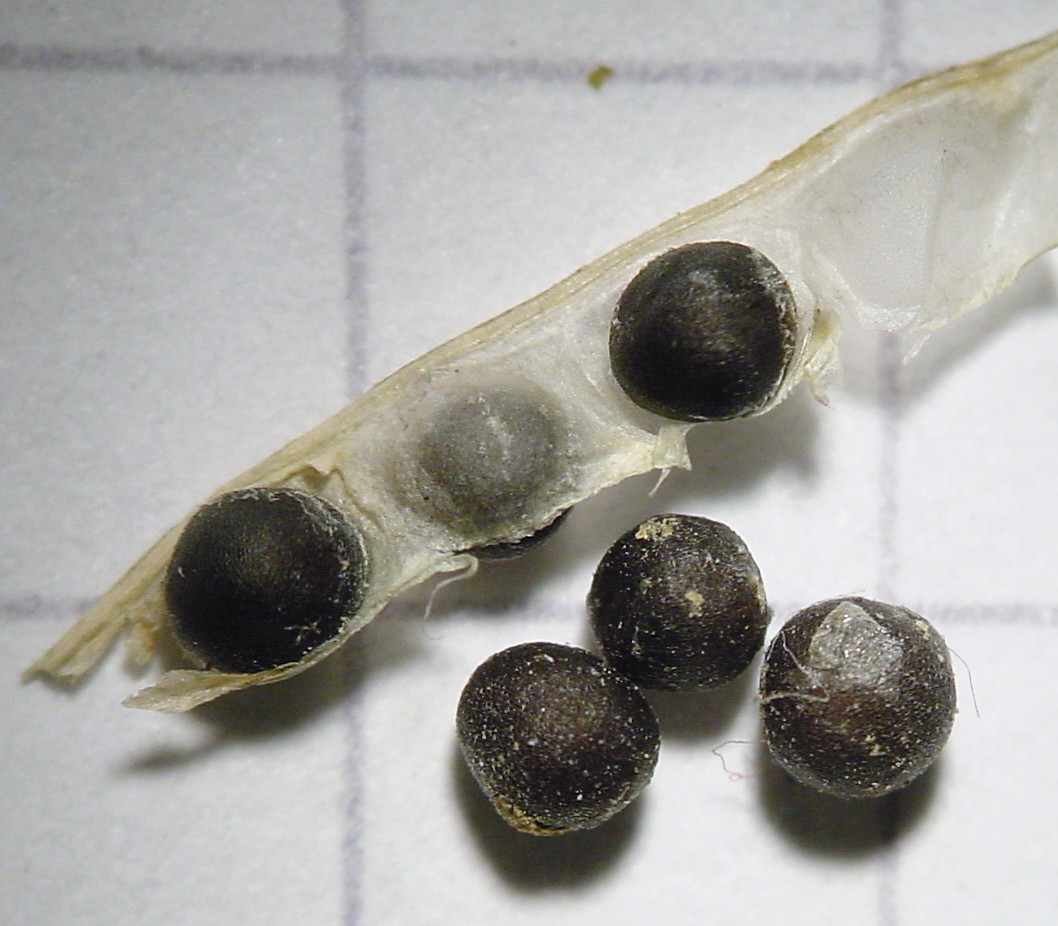
Graines.

## Confusions possibles
Cette plante peut être confondue avec la ravenelle. On peut les distinguer en comparant les pétales. Chez la ravenelle, les nervures au niveau des pétales ont un aspect bleu-violet, ce qui n'est pas le cas chez la moutarde des champs.